# 157
Het jaar 157 is het 57e jaar in de 2e eeuw volgens de christelijke jaartelling.

## Geboren
- Gordianus I, keizer van het Romeinse Keizerrijk (overleden 238)